# Operatie Haft
Operatie Haft was de codenaam voor een SAS-operatie in de Franse departement Sarthe.

## Geschiedenis
Op 8 juli 1944, een maand na Operatie Overlord, voerde de Special Air Service (SAS) een verkenningsoperatie uit in de omgeving van Le Mans. Doel was om de Duitse stellingen in de omgeving te verzamelen ten behoeve van toekomstige geallieerde acties. Tevens verzamelden ze informatie over de te bombarderen doelen in de driehoek Le Mans-Laval-Mayenne.